# Telelatino

Telelatino, meglio noto come TLN, è un canale televisivo canadese che trasmette in spagnolo, in italiano, in inglese per i canadesi originari dell'Europa meridionale e dell'America Latina.
Ha iniziato le trasmissioni nell'ottobre 1984.

## Programmazione
La programmazione in lingua spagnola è costituita dai programmi di Univision e della CNN en Español. Mentre la programmazione in lingua italiana è costituita dai programmi di Canale 5, Video Italia, e, fino al 2003, della RAI.